# Миллс, Франческа
Франческа Миллс (англ. Francesca Mills, родилась в 1996 году) — британская актриса, сыграла роль Черри Доррингтон в телесериале «Куртизанки» (2019—2020 гг.), сыграла персонажа Earthy Mangold в сериале «Worzel Gummidge» (2021 г.), также снялась в роли Мелдоф в мини-сериале от Netflix «Ведьмак: Происхождение».

## Ранние годы
Выросла Франческа в деревне Логгерхедс, Стаффордшир, Англия. Франческа училась в средней школе Медли, затем была студенткой Академии театрального искусства в Вустере. Девушка родилась с генетическим заболеванием ахондроплазия, распространенной формой карликовости.

## Карьера
В 2014 году Франческа присоединилась к театральной труппе Уорвика Дэвиса. В 2017 году была номинирована на премию Яна Чарлсона за исполнение роли Марии в постановке «Ревизор» в Бирмингемском репертуарном театре. В том же году Франческа сыграла швею в постановке Тимоти Шедера «Повесть о двух городах» в театре под открытым небом в Риджентс-парке. С 2018 по 2019 год Франческа играла главную роль Черри Доррингтон во 2 и 3 сезонах сериала «Куртизанки».
В августе 2021 года Франческа начала сниматься в мини-сериале от студии Netflix «Ведьмак: Происхождение».

## Театр
| Год  | Заголовок              | Роль           | Компания/Театр/ссылка                     |
| ---- | ---------------------- | -------------- | ----------------------------------------- |
| 2014 | See How They Run       | Ида            | Театр Ричмонда                            |
| 2016 | Ревизор                | Мария          | Бирмингемский репертуарный театр          |
| 2017 | Повесть о двух городах | Швея           | Театр под открытым небом в Риджентс-парке |
| 2017 | Сирано́ де Бержера́к     | UK tour        | Northern Broadsides                       |
| 2018 | Два знатных родича     | дочь тюремщика | Шекспировский Глобус                      |
| 2022 | All of Us              | Поппи          | Королевский Национальный Театр            |

## Фильмография
| Год  | Заголовок          | Роль     |
| ---- | ------------------ | -------- |
| 2016 | Образцовый самец 2 | охотница |

## Телевидение
| Год       | Заголовок              | Роль                   | Заметки  |
| --------- | ---------------------- | ---------------------- | -------- |
| 2018-2019 | Куртизанки             | Черри Доррингтон       | 15 серий |
| 2019-2021 | Ворзель Гаммидж        | Earthy Mangold         | 6 серий  |
| 2022      | Пистол                 | Хелен Веллингтон-Ллойд | 5 серий  |
| 2022      | Sneakerhead            | Джемма                 | 3 серии  |
| 2022      | Ведьмак: Происхождение | Мелдоф                 | -        |